# Medio Atlante

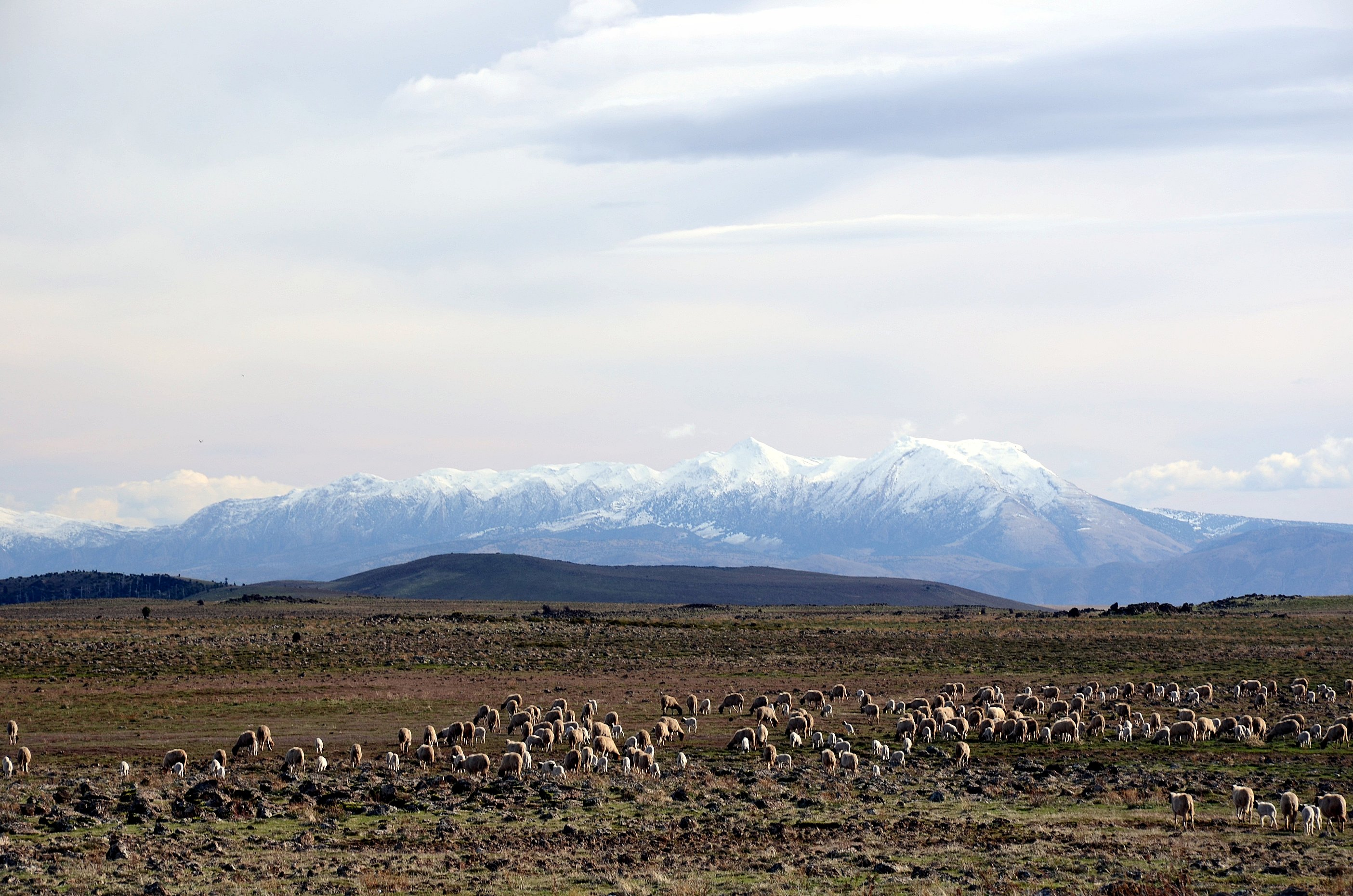
Paesaggio del Medio Atlante

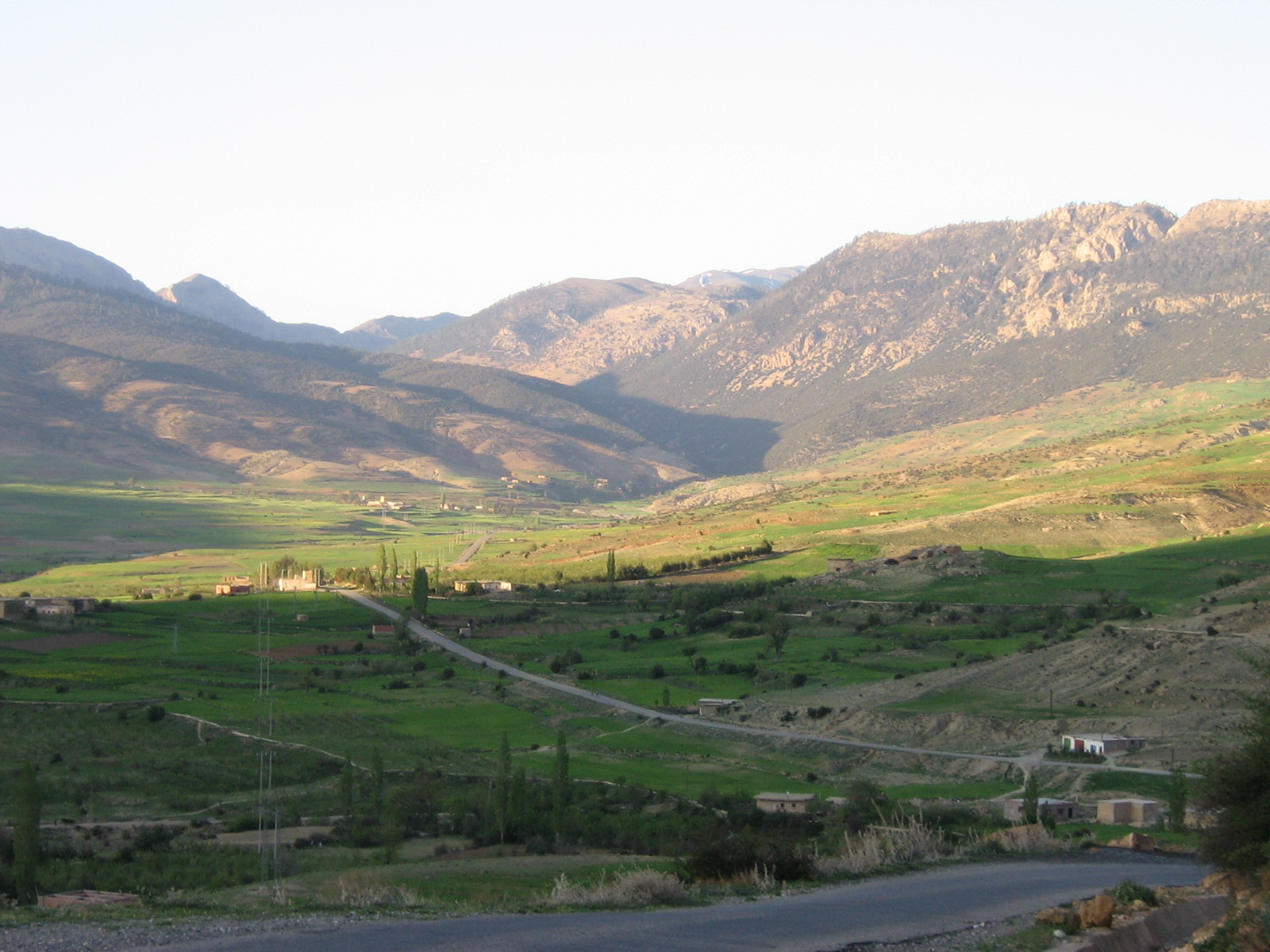
Paesaggio dalla regione di Talzemt del Medio Atlante

Il Medio Atlante (in berbero: ⴰⵟⵍⴰⵙ ⴰⵏⴰⵎⵎⴰⵙ, Atlas Anammas; in arabo الأطلس المتوسط‎?, Ǧibāl al-Aṭlas) è parte della catena montuosa dell'Atlante ed è localizzato in Marocco in una regione montagnosa con più di 100,000 km² o 15% del territorio situato oltre i 2 000 metri. Il Medio Atlante è la più settentrionale delle tre catene di montagne dell'Atlante che definiscono un grande altipiano che si estende, verso est, in Algeria. A sud del Medio Atlante e separato dai fiumi Muluia e Oum Er-Rbia, si trova l'Alto Atlante che si estende per 700 km. con una successione di picchi tra i quali dieci superano i 4.000 metri. A nord del Medio Atlante, separata dal fiume Sebou, la catena del Rif costituisce un'estensione della cordigliera Betica, che comprende la Sierra Nevada nel sud della Spagna. La bertuccia è originaria del Medio Atlante e si trova solo in una ristretta gamma di località del Marocco e dell'Algeria.
La neve persiste nel Medio Atlante in inverno e può comparire a partire da 600 metri sul livello del mare. La sua attraente costa rocciosa non è molto ospitale. Il bacino del Sebou non è solo la via di comunicazione principale tra Marocco Atlantico e Mediterraneo, ma è una zona, bagnata dalle acque provenienti dalla catena del Medio Atlante, che costituisce la principale regione agricola del Paese.

## Geografia
Le province del Medio Atlante coprono un'area di 23,000 km² e comprendono il 18% della superficie montagnosa totale del Marocco. Le province di Khènifra, Ifrane, Boulmane, Sefrou, Khemisset, El Hajeb, come anche parte delle province di Taza e di Béni Mellal, si trovano nella regione del Medio Atlante. Béni Mellal, sita sul fiume Oum Er-Rbia, è indicata come "la porta del Medio Atlante."
Il Medio Atlante è un massiccio montuoso di 350 km di lunghezza sito nel nord-est del Marocco ed ha un fascino unico. La sua biodiversità, sia di fauna che di flora, fa del Medio Atlante una significativa meta turistica. La regione è nota per la presenza della bertuccia (Macaca sylvanus), primate in via di estinzione. Questa scimmia, nella preistoria, ebbe una distribuzione molto più ampia in tutto il nord del Marocco. Anche il cinghiale e la puzzola si trovano all'interno della catena del Medio Atlante
La sua struttura geomorfica è:
- Principalmente calcare.
- Rocce tabulari a ovest, ad altitudini fra 800 e 1.000 metri.
- Rocce piegate a nord-est a quote superiori a 3000 m, con la vetta più elevata nel Jbel Bou Naceur a 3340 m.
- Inframmezzato da altopiano vulcanico

Lungo i pendii delle montagne si trovano vaste foreste di cedri solcate da profonde valli. Confinante con il ricco Plaine du Saïs e le città di Fès, Meknès e Béni Mellal, il corso montuoso del Medio Atlante è la roccaforte delle tribù berbere che parlano la lingua tamazight e vivono in una zona a densità di popolazione molto bassa.

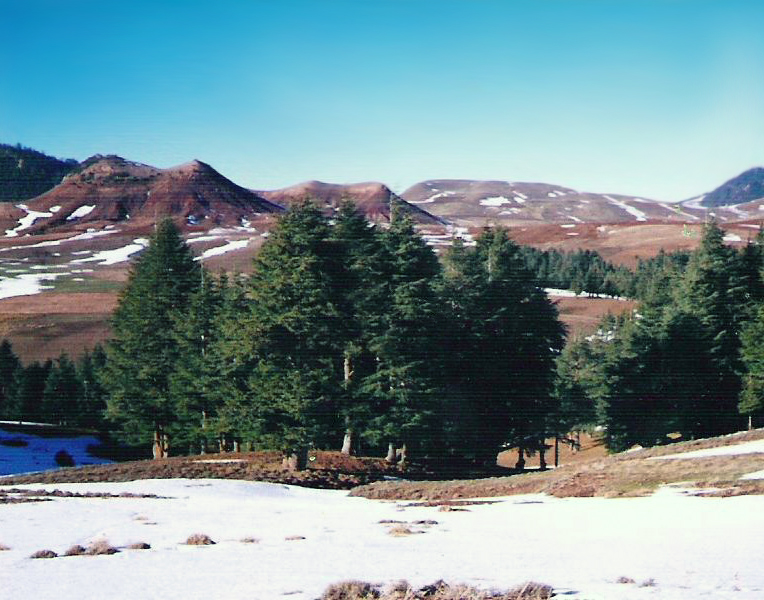
Area di piantagione di cedri a Khénifra

Il Medio Atlante è attraversato da una delle principali strade di accesso al sud marocchino, che collega Fes con Tafilalet. Situato a nord-est della catena dell'Atlante, il Medio Atlante si conclude ad Oriente con il Parco Nazionale Tazekka,, un paesaggio pieno di stretti canyon e grotte. Nel sud di Sefrou, le foreste di cedri, di lecci e di quercus suber si alternano a pozze d'acqua, contenute in conetti vulcanici, piene di pesci lacustri. Il gioiello del Medio Atlante è il Parco Nazionale di Ifrane situato fra Khenifra e Ifrane.
Le cime più elevate del Medio Atlante sono: Jbel Bou Naceur (3340 m), Jbel Mouâsker (3277 m) a nord e Jbel Bou Iblane (3172 m) vicino a Immouzer Marmoucha.

## Clima
A causa della sua elevazione il Medio Atlante è coperto da neve durante i mesi invernali ed ha un clima fresco durante l'estate. La città di Ifrane gode di neve sufficiente, durante i mesi invernali, da conferirle un aspetto abbastanza raro in Africa: si tratta di una stazione sciistica.

## Maggiori bacini idrografici
- Bacino del Sebou: superficie di circa 40,000 km², sbocca nell'Oceano Atlantico.
- Bacino dell'Oum Er-Rbia: superficie di circa 35,000 km², sbocca nell'Oceano Atlantico.
- Bacino del Bou Regreg: superficie di circa 10,000 km², sbocca nell'Oceano Atlantico.
- Bacino della Muluia: nasce nella regione di Almssid e copre sia il Medio che l'Alto Atlante, con una superficie di circa 74,000 km², sbocca nel Mar Mediterraneo.

Il Medio Atlante dà contributi abbondanti e flussi relativamente regolari a questi fiumi. Sono stati sviluppati laghi artificiali per il controllo delle inondazioni, per migliorare il turismo, e per creare riserve idriche a sostegno dello sviluppo dell'arboricoltura importante per il settore agricolo della regione.